# Casado con mi hermano
Casado con mi hermano fue una serie peruana producida de 1992 a 1994 por la productora Teletaller y transmitida por Panamericana Televisión. Fue protagonizada por Gloria Klein, Paul Martin, Maritza Picasso y Leonardo Torres Vilar. Es considerada como la primera serie de situaciones cómicas producida en Perú.

## Sinopsis
Casado con mi hermano cuenta la historia de una pareja joven de clase media, que vive en el exclusivo distrito limeño de Mirapobres, parodia de Miraflores. Guido Gastelumendi (Leonardo Torres Vilar) y su esposa, Annie (Gloria Klein), tienen una rutinaria vida, hasta que inesperadamente aparecen Waldo (Paul Martin), hermano de Guido, con su esposa, Maggie (Maritza Picasso). La trama se desarrolla bajo ese concepto, ya que Guido y Annie son una pareja reservada y tímida, mientras que Waldo y Maggie son una pareja extrovertida y desordenada.
En la segunda temporada, Waldo se separó de su mujer y nace la hija de Guido y Annie (Guido María).

## Producción
En 2016 hubo conversaciones para crear una secuela de la serie, que finalmente no se realizó.